# Route nationale 109
La route nationale 109 (RN 109 o N 109) è una strada nazionale francese che parte da Clermont-l'Hérault e termina a Montpellier.

## Percorso
In origine cominciava all'incrocio con la N9, poi passa per Saint-André-de-Sangonis e Gignac, paese dopo il quale è stata declassata a D9 e D619 e costituisce un'alternativa all'A750. In seguito continua l'autostrada stessa a partire dal comune di Saint-Georges-d'Orques, dove riacquista lo statuto di strada nazionale e diviene parte della strada europea E11. Finisce all'incrocio con la D65 nella periferia di Montpellier.